# Agrenco
Agrenco é um grupo de empresas ligada ao agronegócio internacional. A primeira empresa do conglomerado foi fundada em 1992 na França pelo brasileiro Antônio Iafelice. O grupo se tornou líder no fornecimento de soja e derivados sem modificação genética da América do Sul para países da Ásia e Europa, com ampla rede de distribuição nestas regiões e sede em onze países. Em 2007 a Agrenco Brasil foi auditada pela KPMG e abriu seu capital. Em 2008 as quatro empresas brasileiras do grupo foram atingidas pela Operação Influenza da Polícia Federal, considerada ilegal meses depois. A Agrenco Brasil faliu em 2013.

## Histórico
Obteve sucesso nos negócios entre América do Sul e Europa/ Ásia oferecendo produtos agrícolas com características específicas a cada cliente, com destaque para soja geneticamente não modificada para países escandinavos como Noruega e Finlândia, países em que conquistou 100% do mercado.  
Foi representante exclusivo da Copersucar e da Sadia para destinos finais no mundo. Representou e ou fez sociedades com empresas do Japão, China, Hungria, Noruega, Polônia, Argentina, países africanos, entre outras.  
Na primeira década do século passou a oferecer serviços integrados e personalizados, atuando ao longo de toda a cadeia de valor de setores do agronegócio: assistência técnica e financeira a originadores, fornecimento de fertilizantes e outros insumos aos produtores, venda de produtos agrícolas em todo o mundo, serviços de logística e fabricação de óleos. 
Em 2007 a Agrenco Brasil foi auditada pela KPMG e realizou a abertura de capital, com sucesso apesar da crise mundial. Cerca de 40% da empresa arrecadaram 360 milhões de dólares, equivalente, na época, a 666 milhões de reais. Em 2008, o então Grupo Agrenco tinha sede em onze países. Em março daquele ano inaugurou complexos industriais em Alto Araguaia (MT) e terminavam o de Caarapó (MT) e Marialva (PR), para produtos especiais de soja, biodiesel, cogeração de energia elétrica através da queima de capim bracchiaria, uma inovação na época. 

## Operação Influenza
Em junho de 2008, a Operação Influenza da Polícia Federal prendeu 24 dirigentes da Agrenco Brasil e apreendeu todos os computadores e documentos. Em três meses a operação foi considerada ilegal, como confirmou por unanimidade o Tribunal Regional Federal da 4a Região (TRF-4). As auditorias realizadas na empresa não encontraram nada que a justificasse. Por isso, anos depois, os dirigentes ganharam uma ação milionária contra a União.  
Ser inocentada não fez diferença na trajetória da empresa para a ruína. Com o escândalo, em um dia as ações caíram a cerca de 15% do valor original e credores declararam dívidas vencidas. Os dirigentes, presos, abriram mãos dos cargos. Acéfalas, sem ferramentas de trabalho e repentinamente endividadas, as quatro empresas da Agrenco no Brasil entraram em recuperação judicial no mês seguinte à operação da Polícia Federal.

## Recuperação judicialefalência
No período entre o pedido de recuperação judicial e a falência, enquanto estava sob gestão judicial (que manteve os dirigentes originais afastados), a empresa foi citada diversas vezes na imprensa, ligada a “CPI dos grampos”, “escândalo dos precatórios”, “escândalo de mini-[]” e, especialmente, a chamada “Máfia das falências”. 
Em 2013 a Agrenco faliu, a maioria das empresas brasileiras que entram em recuperação judicial. 